# Bisdom Callao
Het bisdom Callao (Latijn: Dioecesis Callaënsis) is een rooms-katholiek bisdom met als zetel Callao, in Peru. Het bisdom is suffragaan aan het aartsbisdom Lima. 

## Geschiedenis
Het bisdom werd opgericht op 29 april 1969, uit delen van het aartsbisdom Lima. 

## Parochies
Het bisdom had in 2021 een oppervlakte van 165 km2 en telde 1.573.250 inwoners waarvan 82,4% rooms-katholiek was.

## Bisschoppen
- Eduardo Picher Peña (3 augustus 1967 - 31 mei 1971);
- Luis Vallejos Santoni (20 september 1971 - 14 januari 1975);
- Ricardo Durand Flórez (14 januari 1975 - 17 augustus 1995; aartsbisschop op persoonlijke titel);
- Miguel Irizar Campos (17 augustus 1995 - 12 december 2011; coadjutor sinds 6 augustus 1989);
  - Javier Augusto Del Río Alba (hulpbisschop: 12 oktober 2004 - 11 Jul 2006);
- José Luis Del Palacio y Pérez-Medel (12 december 2011 - 15 april 2020);
  - Robert Francis Prevost (apostolisch administrator: 15 april 2020 - 26 mei 2021, kardinaal in 2023, op 8 mei 2025 gekozen tot paus Leo XIV););
- Luis Alberto Barrera Pacheco (17 april 2021 - heden).

Lima (aartsbisdom) · Callao · Carabayllo · Chosica · Huacho · Ica · Lurín · Yauyos (territoriale prelatuur)